# 大和悠河
大和 悠河（やまと ゆうが、1977年8月4日 - ）は、日本の女優で、元宝塚歌劇団宙組トップスター。81期生。愛称は、「ゆうが」、「たに」。
東京都文京区出身。（株）GOOGA所属。東京家政大学附属女子中学校卒。

## 略歴
1993年、宝塚音楽学校に入学。
1995年3月、同校を卒業し81期生として宝塚歌劇団に入団。同年4月、『国境のない地図』で初舞台。その後月組に配属。同年8月、『ミー・アンド・マイガール』でジェラルド役（第1部のみ）を演じる。
1996年1月、阪急電鉄の初詣ポスターモデル。
1997年5月、『'97 TCAスペシャル ザ・祭典』でTCAスペシャル初出演。同年6月、『EL DORADO』で新人公演初主演。同年12月、『ワン・モア・タイム！』でバウホール初主演（ダブル主演ではあるが、入団3年目でバウ最年少主演を果たす）。
1998年、上級生とともに、初ディナーショー『COLOR』。同年12月、『シンデレラロック』で初のバウホール単独主演。
1999年 中国公演（北京・上海）『夢幻花絵巻/ブラボー！タカラヅカ』で初の海外公演参加。
2000年、TBCグループCM「AESTHE FIGHTER TBC」にて木村拓哉と共演。
2001年、『大海賊』新人公演で6度目の主演をし、新公を卒業。
2002年、『ガイズ＆ドールズ』で本公演初大役。3月、「第18回浅草芸能大賞」新人賞を受賞。同年10月、初の単独ディナーショー『Possibility』を東京・大阪にて開催。月組2番手にも昇格。
2003年2月、宙組に組替え。同年5月、星組公演『雨に唄えば』に特別出演。
2004年、宝塚歌劇団90周年特別企画の一環として、星組公演『1914・愛／タカラヅカ絢爛』と『花舞う長安／ロマンチカ宝塚'04』（博多座公演のみ）に特別出演。
2007年3月15日、『A/L（アール）-怪盗ルパンの青春-』より、宙組トップスターに就任。同年6月、『バレンシアの熱い花、／宙FANTASISTA!』で宝塚大劇場お披露目。
2009年7月5日、『薔薇に降る雨／Amour それは…』千秋楽で退団。
2010年2月、『CURTAINS』で女優デビュー（ヒロイン）。同年4月、『戯伝写楽』で退団後初主演。同年7月、『まさかのChange?!』に主演。同年12月、『YUGA OPERA』で初コンサート。
2011年4月、歌舞劇『綺譚 桜姫』、同年8 - 9月、『100年のI love you』に主演。同年7月より、オペラにオマージュを捧げる『YUGA OPERA CAHIER』（オペラカイエ）を定期的に開催。
2012年1月、『GULF』、4月、『土御門大路〜陰陽師・安倍晴明と貴船の女』、10 - 11月『薔薇降る夜に蒼き雨降る』に主演。
2013年6月、『綺譚 生田川』に主演。
2013年9月、セーラームーン20周年記念プロジェクトの一環として、2005年以来8年ぶりに復活した『美少女戦士セーラームーン』のミュージカルに、女性キャストでは初となる地場衛(タキシード仮面)役で出演。2014年8月 - 9月、第2弾上演（2015年1月上海公演）、2015年9月 - 10月に第3弾、2016年10月 - 11月に第4弾、2017年9月ｰ10月にファイナル第5弾上演。
2014年6月 『細雪』に四女・妙子役で出演。2015年4月、大阪で上演。
2014年11月 - 12月、ブロードウェイミュージカル『CHICAGO』ロキシー・ハート役で出演。
2016年7月 - 8月、ブロードウェイミュージカル『CHICAGO』再演（7月、ニューヨーク公演）。
2018年7月、ハンブルク州立歌劇場と二期会提携公演オペラ『魔弾の射手』 に悪魔 ザミエル 役で出演。

## 宝塚歌劇団時代の主な主演

### 新人公演主演
- EL DORADO（1997年）
- WEST SIDE STORY（1998年・第2部のみ）
- 黒い瞳（1998年）
- LUNA（2000年）
- 愛のソナタ（2001年）
- 大海賊（2001年）

※計6回

### バウホール公演など
- 1997年、ワン・モア・タイム!（宝塚バウホール）
- 1998年、シンデレラロック（宝塚バウホール）
- 1999年、十二夜（宝塚バウホール）
- 2000年、更に狂はじ（日本青年館、宝塚バウホール）
- 2004年、HE LAST PARTY-フィッツジェラルド最後の一日（宝塚バウホール）
- 2006年
  - 1月、不滅の恋人たちへ（宝塚バウホール）
  - 2月、THE LAST PARTY-フィッツジェラルド最後の一日 ※再演（日本青年館）

## 宝塚歌劇団時代の舞台歴

### 初舞台・月組時代
1995年
- 国境のない地図（星組、宝塚大劇場・東京宝塚劇場）※初舞台
- ME AND MY GIRL 新人公演 - ジェラルド 役（1部のみ）（宝塚大劇場・東京宝塚劇場）
- ある日どこかで - ブライアン 役（宝塚バウホール・日本青年館）

1996年
- 『訪問』 - 貞吉・ルネ 役（宝塚バウホール）
- CAN-CAN 新人公演：エルキュール／『マンハッタン不夜城』 - イオ 役（宝塚大劇場・東京宝塚劇場）
- 銀ちゃんの恋 - 大介 役（宝塚バウホール）
- チェーザレ・ボルジア 新人公演 - ドン・ミケロット 役／プレスティージュ（宝塚大劇場）

1997年
- バロンの末裔 新人公演 - ヘンリー 役／グランド・ベル・フォリー（宝塚大劇場・東京宝塚劇場）
- NON-STOP! - 少年 役（宝塚バウホール）
- EL DORADO - ドミンゴ 役、新人公演：イグナシオ 役※新人公演初主演（宝塚大劇場・東京宝塚劇場）
- FAKE LOVE - マイケル 役（宝塚バウホール）
- ワン・モア・タイム - ルイス 役（宝塚バウホール）※W主演

1998年
- WEST SIDE STORY - A-ラブ 役、新人公演：トニー 役（2部のみ）※新人公演主演（宝塚大劇場・東京宝塚劇場）
- Color ※初ディナーショー
- ブエノスアイレスの風 - マルセーロ 役（シアター・ドラマシティ）
- 黒い瞳 - トリオ（祈り） 役、新人公演：ニコライ※新人公演主演／『ル・ボレロ・ルージュ』（宝塚大劇場・東京宝塚劇場）
- シンデレラ・ロック - シド 役（宝塚バウホール）※単独初主演

1999年
- うたかたの恋 - ブラッドフィッシュ 役／『ミリオン・ドリームズ』（全国ツアー）
- 螺旋のオルフェ - アントワーヌ 役／ノバ・ボサ・ノバ - ルーア神父 役、新人公演：マール 役（宝塚大劇場・東京宝塚劇場）
- 十二夜 - オーシーノー公爵 役（宝塚バウホール）※主演
- 夢幻花絵巻／ブラボー!タカラヅカ（中国公演）
- うたかたの恋／ブラボー!タカラヅカ（全国ツアー）

2000年
- LUNA - ピート・ハリー 役、新人公演：アレックス 役 ※新人公演主演／『BLUE MOON BLUE』（宝塚大劇場・東京宝塚劇場）
- 更に狂わじ - 観世元雅 役（日本青年館）※W主演
- ゼンダ城の虜 - アンソニー 役、新人公演：ヘンツォ伯爵 役／『ジャズ・マニア』（宝塚大劇場）
- いますみれ花咲く／愛のソナタ - ヘルマン 役、新人公演：オクタヴィアン 役 ※新人公演主演（東京宝塚劇場）

2001年
- ESP!／愛のソナタ（宝塚大劇場）
- Practical Joke - デイビッド 役（赤坂ACTシアター）
- 大海賊 - ロックウェル 役、新人公演：エミリオ※新人公演主演／『ジャズマニア』（宝塚大劇場・東京宝塚劇場）

2002年
- ガイズ&ドールズ - ネイサン 役（宝塚大劇場・東京宝塚劇場）
- サラン・愛 - 柳君正 役／『ジャズマニア』（全国ツアー）
- 長い春の果てに - ブリス 役／With a song in my heart（宝塚大劇場・東京宝塚劇場）
- Possibility! ※初の単独ディナーショー

### 宙組時代
2003年
- 『雨に唄えば』 - コズモ 役（星組、日生劇場）
- 鳳凰伝 - バラク 役／ザ・ショー・ストッパー（博多座）
- 白昼の稲妻 - サバティエ 役／テンプテーション! - 誘惑 -（宝塚大劇場・東京宝塚劇場）

2004年
- 1914/愛 - モディリアーニ 役／タカラヅカ絢爛（星組、宝塚大劇場・東京宝塚劇場）
- ボンジュール・タカラジェンヌ（梅田コマ劇場）
- 花舞う長安 - 安禄山 役／『ロマンチカタカラヅカ'04』（星組・博多座）
- THE LAST PARTY - スコット・フィッツジェラルド 役（宝塚バウホール）※バウ主演

2005年
- ホテルステラマリス - ガイ 役／レヴュー伝説（宝塚大劇場・東京宝塚劇場）
- ホテルステラマリス - アレン 役／レヴュー伝説（全国ツアー）
- 炎にくちづけを - パリア 役／ネオ・ヴォヤージュ（宝塚大劇場・東京宝塚劇場）

2006年
- 不滅の恋人たちへ - アルフレッド・ド・ミュッセ 役（宝塚バウホール）※主演
- THE LAST PARTY - スコット・フィッツジェラルド 役（日本青年館）※再演
- NEVER SAY GOODBYE - ヴィセント 役（宝塚大劇場・東京宝塚劇場）
- コパカバーナ - リコ 役（博多座）
- 維新回天・竜馬伝! - 中岡慎太郎 役／ザ・クラシック（宝塚大劇場・東京宝塚劇場）

### 宙組トップ時代
2007年
- A/L-怪盗ルパンの青春- - A/L（アール）／ラウル・バラン 役（梅田芸術劇場シアタードラマシティ・日本青年館・中日劇場）
- バレンシアの熱い花 - フェルナンド・デルバレス 役／宙FANTASISTA!!（宝塚大劇場・東京宝塚劇場・全国ツアー）

2008年
- 黎明の風 -侍ジェントルマン 白洲次郎の挑戦- - ダグラス・マッカーサー 役／Passion 愛の旅（宝塚大劇場・東京宝塚劇場）
- 雨に唄えば - ドン・ロックウッド 役（梅田芸術劇場メインホール）
- Paradise Prince - スチュアート 役／『ンシング・フォー・ユー（宝塚大劇場・東京宝塚劇場）

2009年
- 外伝 ベルサイユのばら−アンドレ編− - アンドレ・グランディエ 役／ダンシング・フォー・ユー（中日劇場）
- 薔薇に降る雨 - ジャスティン 役／Amour それは…（宝塚大劇場・東京宝塚劇場）
- Gracious Pink　ディナーショー

## 宝塚退団後の主な活動

### 舞台
2010年
- 2月 – 3月、ブロードウェイミュージカル『CURTAINS』 - ヒロイン：ニキ・ハリス役（東京国際フォーラムホールC、梅田芸術劇場メインホール、愛知県芸術劇場大ホール）
- 4月、ミュージカル『戯伝写楽』 - 主演：東洲斎写楽（おせい） 役（青山劇場、シアターBRAVA!）
- 7月、ミュージカル『まさかのChange?!』 - 主演：西園寺麗 役（シアタークリエ、シアタードラマ・シティ）

2011年
- 2月、朗読劇『ラヴ・レターズ』（PARCO劇場）※ヴァレンタイン20周年記念スペシャル・400回目記念公演
- 4月、歌舞劇（オペラ）『綺譚 桜姫』 - 主演：桜姫 役（御園座）
- 6月、ミュージカル『風を結んで』 - 大林由紀子 役（宝塚歌劇団創設者・小林一三をイメージした役）（シアタークリエ、中日劇場、シアターBRAVA!）
- 8月 – 9月、ミュージカルショー『100年のI LOVE YOU』 - 主演：平泉絆 役（幕別町百年記念ホール・三越劇場）北海道十勝芸術祭参加作品主演
- 10月 – 11月、DREAM FOREVER 〜TAKARAZUKA WAY TO 100th ANNIVERSARY Vol.2 宝塚OGレビューツアー（日本青年館、シアター・ドラマシティ、山口・下関市民会館、福岡・大野城まどかぴあ、山口・光市民ホール、広島・三原市芸術文化センター、滋賀・びわ湖ホール、愛媛・西予市宇和文化会館、静岡・富士市文化会館、山梨・東京エレクトロン韮崎文化ホール、富山・氷見市民会館、石川・北國新聞赤羽ホール、三重・伊賀市文化会館、愛知・安城市民会館、同・江南市民文化会館）

2012年
- 1月、ストレートプレイ『GULF』 - 主演：早乙女真澄 役（青山円形劇場）
- 2月、メモリアルコンサート〜宝塚の歌にのせて〜（日本青年館大ホール）※東日本大震災復興支援
- 3月 – 4月、ブロードウェイミュージカル『MY ONE AND ONLY』 - ミッキー 役（青山劇場、シアターBRAVA!）
- 5月、『土御門大路〜陰陽師・安倍晴明と貴船の女』（能・鉄輪より） - 主演：貴船の女・鉄輪の女・沙月 役（東京・さくらホール、中日劇場）
- 7月 – 9月、『MOON SAGA―義経秘伝ー』 - ヒロイン：巴御前 役（7月15-29日：赤坂ACTシアター、8月3日 – 11日：御園座、8月14日 – 16日：福岡市民会館大ホール、8月19日 – 26日：梅田芸術劇場メインホール、9月26日 – 10月1日：東京国際フォーラムホールC）
- 10月 - 11月、『薔薇降る夜に蒼き雨降る』 - 主演：カッサンドラ 役　（10月31日 – 11月4日：天王洲 銀河劇場）
- 12月、ブロードウェイミュージカル『プロミセス・プロミセス』 - 主演：フラン 役（12月15日 – 23日：新国立劇場中劇場）

2013年
- 4月 – 5月、『DREAM LADIES』〜TAKARAZUKA WAY TO 100th ANNIVERSARY vol.5〜（4月2-7日：梅田芸術劇場メインホール、4月24–29日：東京国際フォーラムホールC、4月10日：山梨・コラニ―文化ホール、4月14日：長野・ホクト文化ホール大ホール、4月18日：愛知県芸術劇場大ホール、4月20日：広島・上野学園ホール、5月9日：宮城・イズミティ21大ホール）
- 5月、朗読劇『レディー・マドンナ』 - 二階堂早紀 役（5月17・18日：めぐろパーシモンホール 小ホール）
- 6月、音楽劇『綺譚 生田川〜能 求塚より』 - 主演：乙女ウナイ 役（6月1・2日：兵庫県立芸術文化センター阪急中ホール）
- 7月、新歌舞伎座『7月特別企画公演』 - お蝶 役（7月8日 – 25日：大阪・新歌舞伎座）
- 9月、ミュージカル『美少女戦士セーラームーン -La Reconquista-』 - タキシード仮面 役（9月13日 – 23日：AiiA Theater Tokyo）
- 10月 – 11月、『DREAM,A DREAM』〜TAKARAZUKA WAY TO 100th ANNIVERSARY FINAL〜 ※スペシャルゲストとして。（10月24・25日：東急シアターオーブ、11月5・6日：梅田芸術劇場メインホール）

2014年
- 1月 – 2月、『新版 喜劇 売らいでか！－亭主売ります』- きく子 役（1月23・24日：東京・シアター1010、1月28日：石川・北國新聞赤羽ホール、1月30日 – 2月20日：大阪・新歌舞伎座、2月23日：高知・高知県立県民文化ホール）
- 3月、オフブロードウェイミュージカル『THE CLUB』 - ボビー 役（3月4日 – 16日：品川プリンスホテル・クラブeX、3月20日 – 27日：東京芸術劇場・シアターウエスト）
- 6月、『細雪』- 四女・妙子 役（6月1日 – 27日：明治座）
- 8月、『ONE-HEART MUSICAL FESTIVAL 2014夏』（8月16日 – 27日：シアタークリエ）
- 8月 - 9月、ミュージカル『美少女戦士セーラームーン－Petite Étrangère（プチテトランジェール）』 - タキシード仮面 役（8月21日 – 31日：AiiA Theater Tokyo、9月5日 – 7日：シアタードラマ・シティ）
- 11月、ブロードウェイミュージカル『CHICAGO』 - ロキシー・ハート 役（11月1日 – 9日：東京国際フォーラムホールC、11月19日 – 30日：大阪・梅田芸術劇場メインホール、12月5日 – 7日：愛知・刈谷市総合文化センター大ホール）、12月11日 – 19日：東京国際フォーラムホールC）

2015年
- 1月、ミュージカル『美少女戦士セーラームーン－Petite Étrangère（プチテトランジェール）』上海公演 - タキシード仮面 役（1月16日 – 18日：上戯劇院）
- 2月、第六回システィーナ歌舞伎『百合若丸弓軍功　ユリシーズ』 - カリュプソ・立花姫 役（2月20日 - 22日：徳島・大塚国際美術館システィーナホール）
- 4月 『細雪 』- 四女・妙子 役（4月3日 – 26日：大阪・新歌舞伎座]、4月29日：長野・ホクト文化ホール、5月1日：新潟県民ホール、5月3日：金沢歌劇座）
- 8月、『南の島に雪が降る』 - 京町みち代・リリィ 役（8月6日 – 9日：東京 浅草公会堂、8月14日 – 23日：名古屋 中日劇場、8月25日：福岡 キャナルシティ劇場、8月27日：大阪 シアタードラマ・シティ）
- 9月 – 10月、『SUPER GIFT〜from Takarazuka stars』　※スペシャルゲスト（9月14日・24日：東京国際フォーラムホールC、10月5日・7日：梅田芸術劇場メインホール）
- 9月 - 10月、ミュージカル『美少女戦士セーラームーン-Un Nouveau Voyage（アン ヌーヴォー ヴォヤージュ）』 - タキシード仮面 役（9月18日 – 27日：東京・AiiA 2.5 Theater Tokyo、10月2日 – 4日：大阪・サンケイホール・ブリーゼ）

2016年
- 1月、初春新派公演『糸桜』・『新年踊り初め』 - みつ 役（東京・三越劇場）
- 7月 - 8月、ブロードウェイミュージカル『CHICAGO』 - ロキシー・ハート 役（7月12日 – 15日：KAAT神奈川芸術劇場、7月20日 - 24日：ニューヨーク・リンカーンセンター内デヴィッド・H・コーク劇場、8月10日 - 21日：東京国際フォーラムホールC、8月25日 – 31日：梅田芸術劇場メインホール）
- 10月 - 11月、ミュージカル『美少女戦士セーラームーン－Amour Eternal』 - タキシード仮面 役（10月15日 - 23日：東京・AiiA 2.5 Theater Tokyo、10月29・30日：福岡・キャナルシティ劇場、11月4日 - 6日：大阪・サンケイホール・ブリーゼ）

2017年
- 2月、『二月喜劇名作公演』の「恋の免許皆伝」－波路 役（1日 - 12日：東京・新橋演舞場）
- 3月、ミュージカル『美少女戦士セーラームーン－Amour Eternal』 - タキシード仮面 役（11日-12日：恵庭市民会館）
- 4月、BROADWAY MUSICAL『きみはいい人、チャーリー・ブラウン』 - オスマー先生 役で声の出演（9日 - 25日：シアタークリエ）
- 7月 - 8月、『新版 喜劇 売らいでか！－亭主売ります－』 - きく子 役（7月1日 - 16日：博多座、19日 - 20日：北國新聞赤羽ホール、23日：秋田市文化会館、25日：仙台電力ホール、27日：岩手県民会館、8月8日 - 10日：シアター1010）
- 9月 - 10月、ミュージカル『美少女戦士セーラームーン－Le Mouvement Final』 - タキシード仮面 役（8日 - 18日：AiA 2.5 Theater Tokyo、23日 - 24日：アイプラザ豊橋、9月29日 - 10月1日：シアタードラマシティ）
- 10月、DANCE OPERA『SWAN2017』－出演（25日 - 29日：シアター1010）
- 11月 - 12月、ジェットラグプロデュース『終わらない世界』 - 主演：七瀬ミワコ 役（11月29日 - 12月3日：紀伊國屋ホール）

2018年
- 7月、ハンブルク州立歌劇場と二期会提携公演オペラ『魔弾の射手』 - 悪魔ザミエル 役（18日 - 22日：東京文化会館大ホール）

2025年
- 7月、ビットワールド THE STAGE（4日 - 13日〈予定〉：サンシャイン劇場） - ビットラン 役[3][4]

### コンサート
- 2010年12月、YUGA OPERA（PARCO劇場）
- 2011年7月、YUGA OPERA CAHIER（オペラカイエ）《第一章〜薔薇の手帖　Le carnet rose》（東京・Aimee Vibert）
- 2011年9月、YUGA OPERA CAHIER（オペラカイエ）《第二章〜愛に翻弄された女たち》（東京・Aimee Vibert）
- 2011年12月、YUGA OPERA CAHIER（オペラカイエ）《第三章〜慈愛と涙と歓びと〜マリアとイブ…聖女と悪女の物語》（東京・十字屋ホール）
- 2011年12月、大和悠河クリスマスライブ〜Marunouchi Bright Christmas 2011 Special 宝塚歌劇展のイベント〜（東京・丸ビル）
- 2012年2月、YUGA OPERA CAHIER（オペラカイエ）《第四章〜そのおんなは女優〜…わたしに照明（あかり）を！》（東京・十字屋ホール）
- 2013年2月、YUGA OPERA CAHIER（オペラカイエ）《第五章〜悠河・恋愛講座・女と男の交差点　Valentine　Special》（東京・十字屋ホール）
- 2016年6月、L'Âge d'Or de la Chanson〜ファムファタル・レビュウオペラ〜（東京・ヤマハホール）
- 2016年9月、麗人 REIJIN Seasons2 "Festa" CD発売記念コンサート（東京・赤坂ACTシアター）
- 2017年8月、大和悠河サウンドフェスティバル（徳島・徳島中央公園 鷲の門広場）

### その他
- 2009年12月、エコプロダクツ2009「たのしいエコ・クッキング」 - イベント出演（東京ビッグサイト）
- 2010年3月 - 2011年2月、NHKハート展（日本橋三越ほか）
- 2010年4月、東京會舘ミュージュカルサロンVol.23 鳳蘭&大和悠河（東京會舘）
- 2010年12月、大和悠河 クリスマスディナーショー2010（ホテルオークラ神戸）
- 2013年10月、日本橋高島屋トークショー
- 2013年7月、「美少女戦士セーラームーン」ミニライブ・トークショー（パリ・ジャパンエキスポ）
- 2014年9月、「宝塚歌劇100年展　夢、かがやきつづけて」記念トークショー（兵庫県立美術館）
- 2014年11月、「Secret〜それは秘密♥〜」麻路さき&大和悠河ディナーショー（大阪・太閤園）
- 2015年11月、「一竹舞衣夢」大和悠河〜Graceful Moment〜優雅なひととき（久保田一竹美術館）
- 2015年11月、YUGA YAMATO TALK SHOW（三河湾リゾートリンクス）
- 2016年5月、「大和悠河さんと語るトークショー」〜宝塚100年のスター遺産!第2回〜（東武博物館ホール）
- 2016年11月、「DISCOVER！大阪・関西〜電車で周遊 大阪・関西 来て！見て！乗って！食べて！〜スペシャルトークショー（東京シティアイ パフォーマンスゾーン）
- 2016年12月、大和悠河クリスマスディナーショー〜シャンソンetオペラ〜（名古屋マリオットアソシアホテル）
- 2017年4月、アメリカ・ヒューストン市の「ANIME MATSURI」に、タキシード仮面役で出演

### ドラマ
- 彼岸島（2013年10月 - 12月、TBS・MBS） - 女医・アスカ 役
- いつまでも白い羽根（2018年4月 - 5月、東海テレビ） - 池尻奈々子 役

### 劇場アニメ
- 怪盗クイーンはサーカスがお好き（2022年初夏、ポニーキャニオン） - クイーン 役[5] ※主演

## テレビ出演（ドラマ以外）
- 第46回NHK紅白歌合戦（1995年12月31日、NHK）※宝塚歌劇団月組
- 第50回NHK紅白歌合戦（1999年12月31日、NHK）※宝塚歌劇団と歌舞伎の応援合戦
- THE夜もヒッパレ（1999年2月27日、日本テレビ）
- THE夜もヒッパレ（2001年4月21日、日本テレビ）※「ジャニーズ」メドレー
- FNS歌謡祭（2007年12月5日、フジテレビ）
- 日曜ワイド『踊れない三枚目!?東山紀之がコメディに挑む!〜ブロードウェイミュージカル「カーテンズ」密着200日SP!!』（2010年1月31日 - 2月22日、テレビ朝日他）
- プルミエール#93「魅力的な舞台人」（2010年3月16日 - 3月19日、WOWOW）
- BSスカパー!開局特番『輝きを紡いでタカラジェンヌSpirits〜今も、むかしも、スターを生み出す夢の世界へ〜』（2011年10月8日、BSスカパー）
- 地球アゴラ with you（2011年12月4日、NHK BS）
- 緊急特集 GACKT最新舞台 MOON SAGA-義経秘伝- 真相解明SP!!（2012年7月24日、朝日放送（関西地区））
- 開幕直前!ミュージカル プロミセス・プロミセスの魅力（2012年12月15日、BSフジ）
- 地球アゴラ 「夏だ!魅惑の島めぐり」（2013年8月4日、NHK BS）
- 地球アゴラ 「わたしの町のタカラヅカ」（2014年4月14日、NHK BS）
- 真夏のプレミア音楽祭〜魅惑のコラボレーション〜（2014年8月16日、テレビ朝日）
- GINZA YOGA（2017年7月2日 - 、TOKYO MX）
- クイズ!脳ベルSHOW（2020年10月5日・6日・9日、BSフジ） - ゲスト

## CM出演
- 東京ガスガスルームエアコン（1996年 - 1997年）
- TBC AESTHE FIGHTER TBC「FAT GEDAM（ファットゲダム）篇」（2000年）

## 出版物
- 宝塚ヤングスターガイド'99（1999年、阪急コーポレーション）
- 宝塚パーソナルブックI VOL.5 大和悠河（ 2002年1月、阪急電鉄 ／阪急コミュニケーションズ）
- 宝塚パーソナルブックII VOL.3 大和悠河（2004年11月、阪急電鉄 ／阪急コミュニケーションズ）
- ザ・タカラヅカIV 宙組特集（2009年、阪急コミュニケーションズ）
- yuga yamato Memorial Book（2009年6月、阪急電鉄 ／阪急コミュニケーションズ）
- 大和悠河のパリおしゃれノート（2010年4月、朝日新聞出版）
- 大和悠河のオペラとお菓子の旅〜愛のヒロインを生きて〜（2011年6月、中央公論新社）
- おいしい記憶〜エッセイ「三色弁当に込めた母の思い」収録〜（2017年12月、中央公論新社）
- YUGA（2018年1月、主婦の友社）

## 宝塚歌劇団時代のカレンダー
- パーソナル・カレンダー（2003年 - 2009年）

## ビデオ・DVD
- ワン・モア・タイム（1997年）ビデオ
- シンデレラ・ロック（1998年）ビデオ。復刻版は2007年にDVDでリリース
- 十二夜（1999年）ビデオ。復刻版は2007年にDVDでリリース
- 1998年新人公演ダイジェスト「THE ENERGY 2」（1999年）ビデオ。「黒い瞳」収録
- 「更に狂はじ」（2000年）ビデオ
- 2000年新人公演ダイジェスト「THE ENERGY 5」（2001年）ビデオ。「LUNA」収録
- 2001年新人公演ダイジェスト「THE ENERGY 8」（2002年）ビデオ。「大海賊」収録
- 「Possibility」ディナーショー（2002年）ビデオ
- THE LAST PARTY（2004年）ビデオ・DVD
- 不滅の恋人たちへ（2005年）ビデオ・DVD
- A/L-怪盗ルパンの青春（2007年）DVD
- バレンシアの熱い花／宙FANTASISTA!!（2007年）DVD
- Yuga YAMATO「Brilliant Dreams」（2007年）DVD
- 黎明の風／Passion　愛の旅（2008年）DVD
- 雨に唄えば（2008年）DVD
- Paradise Prince／ダンシング・フォー・ユー（2008年）DVD
- 「Bi-dan」 Yuga Yamato meets Asami Kiyokawa（2008年）DVD
- 外伝ベルサイユのばら－アンドレ編／ダンシング・フォー・ユー（2009年）DVD
- 薔薇に降る雨／Amour それは…（2009年）DVD
- 「Gracious Pink」ディナーショー（2009年）DVD
- YUGA YAMATO Special DVD-BOX（2009年）
- YUGA WORLD（D2009年、宝塚クリエイティブアーツ）DVD
- 「大和悠河　ザ・ラストデイ」東京宝塚劇場千秋楽（2009年）DVD
- 大和悠河　新人公演ダイジェスト　Energy（2009年）DVD
- YUGA 2009 YUGA YAMATO Takarazuka Sky Stage Special DVD-BOX（2009年）DVD

## CD
- YAMATO Yuga Single Collection（2009年）
- ELOISE（エロイーズ）（2016年12月）※1stアルバム